# Aglianico
L'aglianico est un cépage noir de cuve. D'origine italienne, il est cultivé principalement en Basilicate, en Campanie, dans les Pouilles et le Molise. Ce cépage a été récemment introduit en Australie, car il se plaît dans les climats particulièrement ensoleillés.
L'œnologue Denis Dubourdieu a dit que l'aglianico « est probablement le cépage avec la plus longue histoire de consommation de tous ».

## Caractéristiques
Ses caractéristiques principales sont l'épaisseur de sa peau, ainsi que sa période de maturation, très tardive pour une variété de raisin bénéficiant d'un climat aussi chaud, ce qui favorise la complexité d'arômes et de goûts offerte par ce vin.

## Histoire
Il s'agit d'un cépage antique, probablement originaire de la Grèce et introduit en Italie autour du VIIe et VIe siècles.
L'origine de son nom est incertaine. Elle pourrait provenir de l'antique cité d'Elea (nom actuel Novi Velia) sur les côtes tyrréniennes de la Lucanie ou bien plus simplement d'une déformation du mot Ellenico. Un témoignage historique de la présence de ce cépage se trouve dans les écrits d'Horace, qui chante la qualité de sa terre natale et son bon vin.
Le nom original (Elleanico ou Ellenico) devient aglianico durant la domination aragonaise du XVe siècle, due à la prononciation du double l en gli dans la phonétique espagnole.

## Vins DOC et DOCG
L'aglianico est le cépage principal du taurasi, seul vin rouge de la Campanie ayant l'appellation DOCG. Il est utilisé aussi comme cépage principal pour de nombreux vins classés DOC tels que l'Aglianico del Taburno, Biferno, Campi Flegrei, Castel del Monte, Cilento, Costa d'Amalfi, Falerno del Massico, Galluccio, Guardia Sanframondi (ou Guardiolo), Vini del Molise, Penisola Sorrentina, Sannio, Sant'Agata de' Goti, Solopaca, Solopaca, Vesuvio et l'Aglianico del Vulture, unique DOC de la Basilicate.

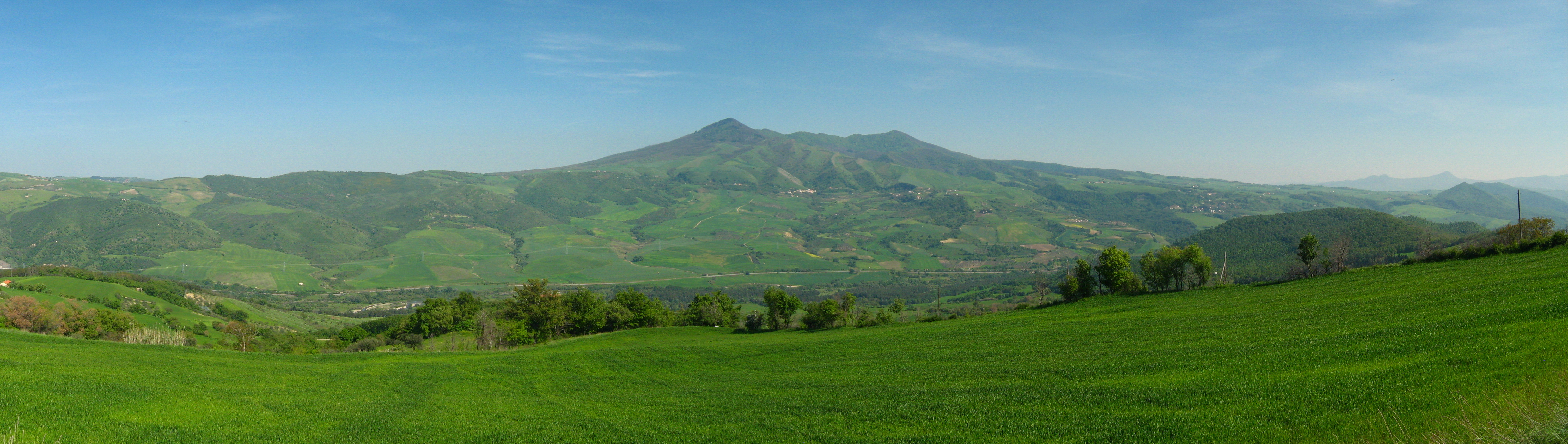
Monte Vulture

## Synonymes
L'aglianico est connu sous le nom de aglianica, aglianichella, aglianico del Vulture, aglianico femminile, aglianico mascolino, aglianico nero, aglianico tringarulo, aglianico zerpoluso, aglianicuccia, agliano, agliatica, agnanico, agnanico di Castellaneta, cascavoglia, cerasole, ellanico, ellenico, fresella, gagliano, ghiandara, ghianna, ghiannara, glianica, gnanico, olivella di San Cosmo, ruopolo, sprierna, tringarulo, uva dei Cani, uva di Castellaneta, uva nera